# ケイト・ウェストブルック
ケイト・ウェストブルック（Kate Westbrook、1939年9月18日 - ）は、イングランドの画家にして音楽家。彼女の音楽作品は主に、夫でありイギリスの作曲家、バンドリーダーであるマイク・ウェストブルックのバンドにおける、ボーカリストとしてのキャリアに焦点が当てられている。また、歌劇の台本作者として幅広く活動し、楽器奏者（テナーホルン、ピッコロ）としても活動している。

## 略歴
ケイト・ウェストブルック（旧姓バーナード）は、イングランドのサリー州ギルフォードで生まれ、アメリカとカナダで育ち、その後、イギリスのデヴォンにあるダーティントン・ホール・スクール（後のダーティントン芸術大学）に通った。そこから彼女はコーシャムのバース芸術アカデミーに進み、それからレディング大学に進んだ。その後、彼女はアメリカの東海岸と西海岸に暮らし、仕事するようになった。メキシコを旅した後、彼女はイギリスへと戻り、リーズ芸術大学で非常勤の教職に就いた。ウェストブルックの音楽的キャリアは、1974年にマイク・ウェストブルック・ブラスバンドに参加したときに始まり、画家とミュージシャンという二重のキャリアに集中するため、教育の道をあきらめた。彼女は演劇、ラジオ、テレビで仕事をしてきた。

### 音楽
楽器奏者として彼女はテナーホルンとピッコロを演奏するが、その仕事は歌手としてまた歌劇の台本作者としてのボーカルに集約されている。ウェストブルックの幅広い声域には、ジャズ、音楽劇（ベルトルト・ブレヒトの『The Seven Deadly Sins』においてアンナ役としてロンドン交響楽団と一緒に歌った）、現代音楽（フレデリック・ジェフスキー、フィリップ・クラークの作品）、オペラ（ジョアキーノ・ロッシーニ）、ミュージック・ホール（演芸的なもの）が含まれている。彼女はヨーロッパのさまざまな場所、そして極東や北アメリカといった遠く離れた場所で演奏を行ってきた。作詞家としての彼女の仕事は、キャバレーの歌からオペラまですべてを網羅している。夫のマイク・ウェストブルックと共同で、彼女は一連のジャズ/キャバレーやミュージカル劇の作品を生み出した。彼女はいくつかの言語（英語、ドイツ語、フランス語、イタリア語を定期的に-機会があれば他のいくつかの言語）をテキストに適応させて歌う。自身による歌詞と音楽の他に、彼女のレパートリーには、ウィリアム・ブレイク、ベルトルト・ブレヒト/クルト・ヴァイル、コール・ポーター、フリードリッヒ・ホレンダー、フェデリコ・ガルシーア・ロルカ、ポール・エリュアール、エドワード・リア、ヴィルヘルム・ブッシュ、ヨハン・ヴォルフガング・フォン・ゲーテ、そしてビートルズの作品が含まれている。他の音楽コラボレーションには、フィル・ミントンやリンジー・クーパー、そしてジ・オーケストラ（ヘンリー・カウ、マイク・ウェストブルック・ブラスバンド、フランキー・アームストロング）がある。

### 画業
ウェストブルックは、デヴォンのダーティントン・ホール・スクール（後のダーティントン芸術大学）、コーシャムのバース芸術アカデミー、レディング大学で、美術を学んだ。彼女の絵画による最初の個展は、1963年にカリフォルニアのサンタバーバラ美術館で開催された。彼女は、イギリスおよび海外で個展やグループ展に作品を展示し続けている。彼女の作品は、公的および私的なコレクションとなっている。「Art Wolf」や「Turner In Uri」など、多くの音楽的なウェストブルックのプロジェクトは、ヴィジュアル・アートに触発されている。

## ディスコグラフィ

### ソロ・アルバム
- Goodbye Peter Lorre (1991年、Voiceprint)
- Cuff Clout (2004年、Voiceprint)
- The Nijinska Chamber (2006年、Voiceprint)
- Granite (2018年、Westbrook)
- 『アース・フェルト・ザ・ウーンド』 - Earth Felt The Wound (2020年、Westbrook) ※with ザ・グラニット・バンド

### マイク・ウェストブルック
- Plays "for the Record" (1976年、Transatlantic)
- 『グース・ソース』 - Goose Sauce (1978年、Original)
- 『ママ・シカゴ』 - Mama Chicago (1979年、Telefunken)
- The Westbrook Blake (1980年、Original)
- The Paris Album (1981年、Polydor)
- The Cortège (1982年、Original)
- A Little Westbrook Music (1983年、Westbrook)
- 『オン・デュークス・バースデイ』 - On Duke's Birthday (1985年、Hat Hut)
- Pier Rides (1986年、Westbrook)
- Love for Sale (1986年、hat ART)
- London Bridge Is Broken Down (1988年、Venture)
- Westbrook-Rossini (1988年、hat ART)
- 『プレイズ・ビートルズ - オフ・アビー・ロード』 - Off Abbey Road (1990年、Tiptoe)
- Westbrook-Rossini, Zürich Live 1986 (1994年、hat ART)
- Glad Day (1999年、Enja)
- The Ass (2001年、Jazzprint)
- L'Ascenseur/The Lift (2002年、Jazzprint)
- Art Wolf (2005年、Altriuson)
- Waxeywork Show (2007年、Jazzprint)
- Catania (2018年、Westbrook)

## フィルモグラフィ
- Hotel Amigo (TV、ミュージック・シアター・ピース)
- Good Friday 1663 (TV オペラ)
- Turner in Uri (ドキュメンタリー&コンサート)